# Heliodoros (Gesandter)

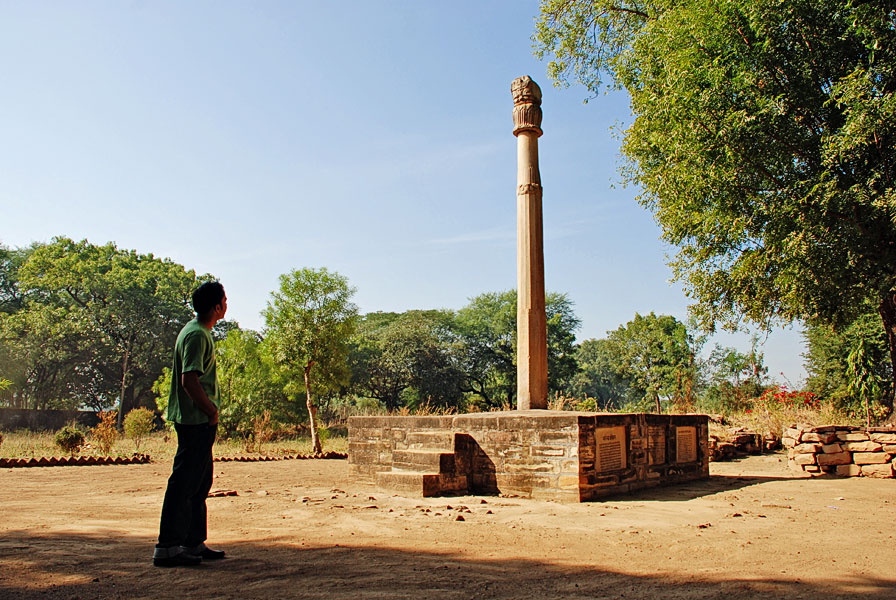
Die Heliodoros-Säule

Heliodoros war ein Gesandter des indo-griechischen Königs Antialkidas (etwa 115 bis 95 v. Chr.) an den Hof des Shunga-Herrschers Bhagabhadra (= Bhagavata?). Heliodoros ist von einer Inschrift auf einer nach ihm benannten Säule bekannt, die bei Vidisha, Madhya Pradesh, steht. Auf ihrer Inschrift (in Brahmi) wird Heliodoros als Sohn eines Dion sowie ausdrücklich als Grieche und Einwohner von Taxila (in der heutigen pakistanischen Provinz Punjab), bezeichnet. Die Inschrift belegt diplomatische Beziehungen der Indo-Griechen zu indischen Dynastien und ist einer der wenigen zeitgenössischen Belege für einen indo-griechischen Herrscher, die sonst so gut wie nur von ihren Münzen bekannt sind. Die Inschrift belegt weiterhin, dass ein Grieche sich dem Hinduismus zugewandt hatte. Die Säule ist dem Vasudeva geweiht. Heliodoros bezeichnet sich auch als Bhagavata (Verehrer des Vishnu).